# 天ノ空レトロスペクト
『天ノ空レトロスペクト』（あまのそらレトロスペクト）は、GLacéより2015年10月30日に発売されたアダルトゲーム。2017年12月7日にアクラスのブランド「アイチェリー」からDVD PlayersGame版が発売された。

## システム
本作は、マウスクリックなどでテキストを読み進めていくオーソドックスな恋愛アドベンチャーゲームである。いわゆる攻略ヒロインは4人。

## あらすじ
天ノ空市は10年前に天星町と空見町が合併してできた小さな都市。主人公の藤堂シキミは市内の学園3年生。所属する「掃除部」の部長・大空ひまり、後輩・天宮しのん達と、卒業を間近に控えながらものんびりした生活を送っていた。
ある日「図書館に併設されている、灯台のエレベーターのボタンを、定められた順序で押していくことにより、異世界への扉が開く」という噂を聞きつけ、掃除部の活動と称して図書委員の石生楽深澄から灯台のカギを入手し、灯台の先の異世界「リメンブランス」へ乗り込んでいく。

## 登場人物

### 主人公
藤堂 シキミ（とうどう －）
声 - なし
天ヶ丘学園3年生。ひまり、深澄とは同級生。掃除部所属。

### メインヒロイン
大空 ひまり（おおぞら －）
声 - 遠野そよぎ
身長159cm / B:85 W:56 H:87
「掃除部」の部長。特技は掃除。趣味も掃除。市内の県立大学への推薦入学が決まっている。
天宮 しのん（あまみや －）
声 - 秋野花
身長155cm / B:88 W:54 H:86
シキミに懐いて掃除部に入ってきた後輩部員。
石生楽 深澄（いそら みすみ）
声 - 橘まお
身長162cm / B:83 W:55 H:82
シキミとひまりの同級生。図書委員。
美人で年中告白されているが、告白した男子達はミステリアスな返事で漏れなく煙に巻かれている。実は記憶喪失。
アマホシ
声 - 北見六花
身長149cm / B:79 W:52 H:70
シキミ達が「リメンブランス」で出会った神様。シキミ達に「散らばってしまった街の記憶を拾い集めてほしい」と依頼してくる。

### サブキャラクター
篠宮 絵里（しのみや えり）
声 - 羽鳥いち
身長152cm / B:80 W:56 H:84
いつもしのんと一緒に行動しているギャル。男性が苦手な同性愛者。しのんのこともそういう目で見ている。
藤堂 榊（とうどう さかき）
声 - 二階堂ちか
身長165cm / B:84 W:57 H:84
シキミの姉。ゲームセンター「シエロ・シエスタ」の店長をしている。シキミも同じ店でアルバイトをしている。
コマホシ
声 - 北見六花
アマホシのお供をしている。外見はイヌ。

## スタッフ
- シナリオ - えじむら、はいぺりよん feat.John Doe、上下さゆう
- キャラクターデザイン・原画 - ひさまくまこ、蜜キング
- 音楽 - 大川茂伸、新井健史

## 主題歌
オープニングテーマ「明日へのリメンブランス」
歌 - カサンドラ / 作曲 - 新井健史
エンディングテーマ「こもりうた」
歌 - カサンドラ / 作曲 - 新井健史

## 反響

### 売り上げ
本作は発売月（2015年10月）の売り上げにおいて、Getchu.comの集計では7位を記録した。発売年（2015年）においては、Getchu.comの集計では上位50位の圏外、アダルトゲーム月刊誌『BugBug』の集計では上位20位の圏外であった。

### 人気投票
| 部門名       | Getchu.com | BugBug    | アワード  |
| ------------ | ---------- | --------- | --------- |
| 総合         | 圏外/20位  | 圏外/20位 | 圏外/60位 |
| シナリオ     | 圏外/10位  | 圏外/20位 | 部門なし  |
| グラフィック | 圏外/10位  | 部門なし  | 部門なし  |
| 音楽         | 圏外/10位  | 圏外/20位 | 部門なし  |
| システム     | 圏外/10位  | 圏外/20位 | 部門なし  |
| ヴォイス     | 部門なし   | 圏外/20位 | 部門なし  |
| ムービー     | 圏外/10位  | 部門なし  | 部門なし  |
| エッチ       | 圏外/10位  | 圏外/20位 | 部門なし  |
| キャラクター | 0人/20位   | 0人/20位  | 部門なし  |

本作は発売月（2015年10月）のユーザー人気投票において、Getchu.comでは上位10位の圏外であった。発売年（2015年）の人気投票においては、Getchu.comでは全部門で圏外、『BugBug』では全部門で圏外、萌えゲーアワードでは上位60位の圏外であった（表：「2015年の美少女ゲーム人気投票における本作の位置」に一覧を示す。）。